# Liga Nacional Superior de Voleibol Masculino 2019
La Liga Nacional Superior de Voleibol Masculino del Perú fue la decimosexta competición de este deporte en el Perú, siendo la edición 2019. Se jugó con nueve equipos, siendo sede el Polideportivo del Callao. El campeón del torneo fue el Club Regatas Lima luego de derrotar a Vamos Peerless por un marcador de 3-0 (25-23, 26-24 y 25-17).

## Equipos participantes
- Club Deportivo Unilever Perú (Callao)
- I.E. Junior César de Los Ríos (Callao)
- Club de Regatas Lima
- Club Deportivo Cultural San Antonio de Pariamarca (Callao)
- Club Sparteam Comunidad Deportiva (Callao)
- Asociación Vamos Peerless
- Club Deportivo Fishland (Nuevo Chimbote)
- Club Talentos de Chiclayo
- D.C. Asociados – Tacna